# Fiat 616
Il Fiat 616 era un autocarro leggero prodotto dalla casa automobilistica Italiana Fiat Veicoli Industriali dal 1965 al 1978, in sostituzione del precedente Fiat 615.

## Contesto
Si trattava di un veicolo con peso totale a terra di 3,5 t e un carico utile che si aggirava intorno ai 1.700 kg, in base all'allestimento. La cabina era a "muso lungo", cioè con il cofano motore posto anteriormente alla cabina di guida.
Ne sono state presentate diverse serie:
- Serie N1: in produzione dal 1965 al 1966.
- Serie N2/3: in produzione dal 1966 al 1968.
- Serie N3/4: in produzione dal 1968 al 1978.

La prima serie N1 montava il motore diesel "modello 230" 4 cilindri "quadro" (alesaggio e corsa 95x95) di 2693cc a iniezione indiretta, che erogava una potenza di 51 CV (DIN) a 3500 giri. 
La serie N2/3 montava il nuovo motore "modello 803A", un rivoluzionario diesel a iniezione diretta 3 cilindri a "corsa lunga" (95X110) di 2339cc che erogava sempre 51 CV (DIN) a 3200 giri, ma che aveva problemi a causa delle eccessive vibrazioni.
Per questo motivo, quando dal 1969 venne commercializzata la serie N3/4, si tornò al motore a 4 cilindri (denominata "804A") con 3119cc di cilindrata e potenza massima di 70 CV (DIN). Con il riassetto dei veicoli da trasporto operato dal gruppo FIAT nel 1971 il 616N3/4 adottò lo stesso motore del nuovo modello superiore 40NC, tipo 8030, capace di erogare una potenza pari a 61,5 CV. Affiancato a questo venne introdotto anche il motore 8040, ulteriormente aumentato, sia in cilindrata (passata da 2.592 a 3.456 cm3), sia in potenza (giunta a 81,5 CV) del modello 50NC.
La differenza estetica più evidente fra la serie N2 e N3 era il logo FIAT, passato da quello del  tipo della vettura 128 (il cui frontale il 616 ricordava) a quello a rombi più grande, e dal 1974 anche la compresenza della I in basso a sinistra, logo della neonata Iveco.
Per alcuni Paesi di esportazione il 616N3 era venduto col marchio OM, senza che vi fosse però nessun altra differenza.
Nel 1978 il 616N3 fu sostituto dal nuovo modello sviluppato dalla Iveco Fiat Daily/Om Grinta.